# Gonzalo Fernández de Oviedo y Valdés

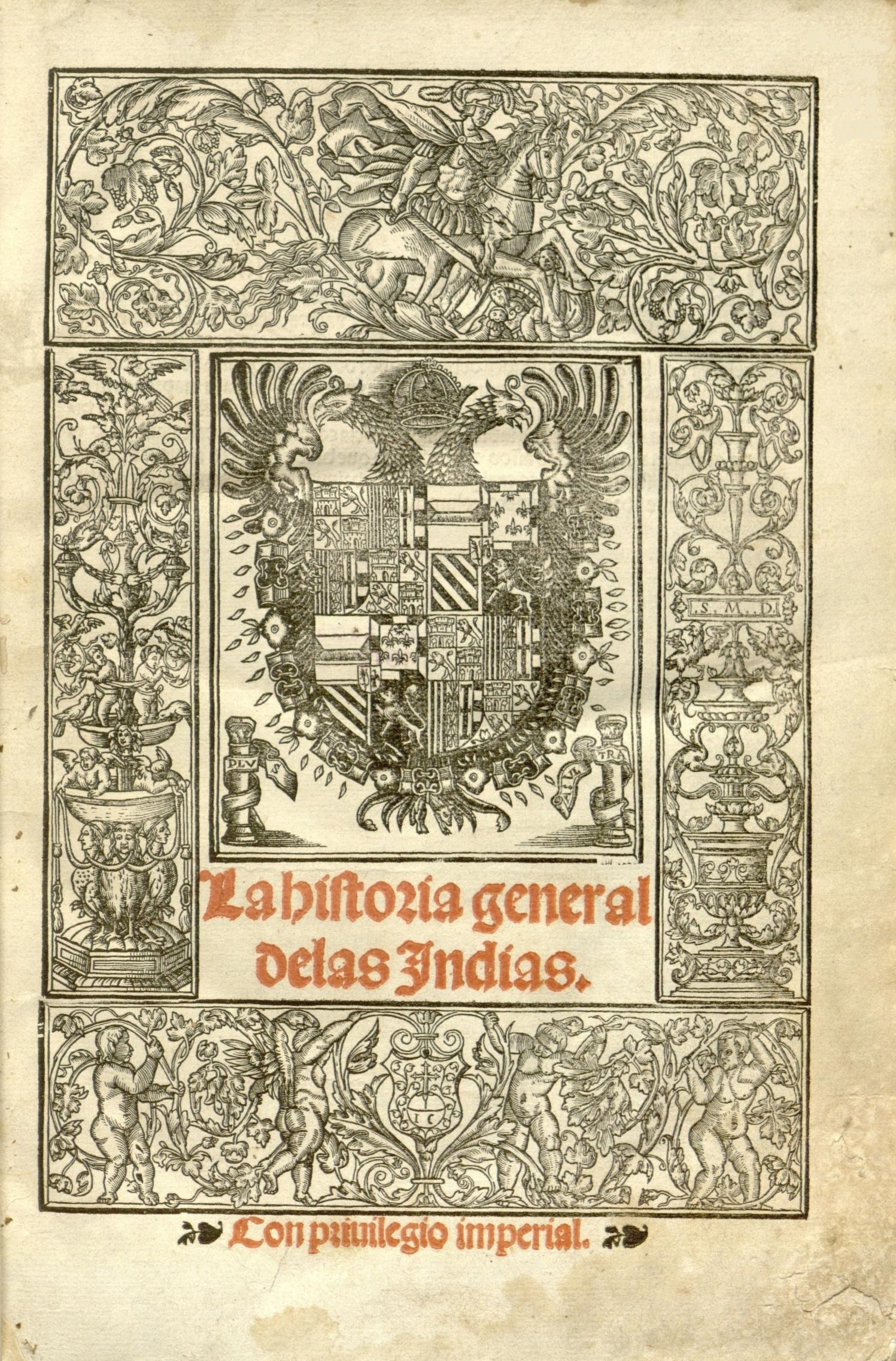
Portada de la primera edició de La historia general de las Indias, escrita pel capità Gonçalo Hernandez de Oviedo y Valdes (1535).

Gonzalo Fernández de Oviedo y Valdés (Madrid, 1478 - Valladolid, 1557) fou un escriptor, cronista i colonitzador espanyol.

## Biografia
D'ascendència noble d'Astúries, va entrar de molt jove a servir a un fill d'un germà bastard de Ferran el Catòlic anomenat don Alfons d'Aragó, segon Duc de Villahermosa, i més tard va ser nomenat mosso de cambra del príncep Joan.
Gonzalo va presenciar la rendició de Granada en 1492 i el retorn de Cristòfol Colom després del seu primer viatge, també va conèixer els fills del descobridor, que eren patges del príncep Joan. Després de la mort de l'infant en 1497 va abandonar la Cort per marxar a Itàlia. En 1498 va viatjar a Milà per entrar al servei de Ludovico Sforza "el Moro", aquí coneixeria a Leonardo da Vinci. Posteriorment a la ciutat de Màntua va servir a Juan de Borja, a qui va acompanyar per diverses ciutats d'Itàlia.
L'any 1500 es va desplaçar a Roma i d'allà a Nàpols, on va passar a servir a la cort del seu rei Fadrique. Va creuar després l'estret de Messina cap a Sicília, on va entaular amistat amb Gonzalo Fernández de Còrdova, més conegut com "el Gran Capità", que acabava de conquerir Tàrent i havia fet presoner al Duc de Calàbria, a qui més tard serviria a Madrid. En 1502, de tornada a Espanya, va residir a Madrid, la seva ciutat natal, i quan Isabel la Catòlica va morir, en 1504, va entrar de nou a la cort de Ferran el Catòlic. Va servir en aquells dies al Duc de Calàbria. En 1506 va haver de casar-se amb Margarida de Vergara, que va morir aviat, i a l'any següent va ser nomenat notari públic i secretari del Consell de la Santa Inquisició; l'any següent es va casar novament, en aquesta ocasió amb Catalina Rivafecha, i va treballar fins a l'any 1511 com a notari públic de Madrid. En 1512 va exercir de secretari del Gran Capità per poc temps.
El 1513 va viatjar a les Índies en l'expedició de Pedrarias Dávila a Panamà, qui havia estat nomenat governador de Castella d'Or, Gonzalo va ostentar els càrrecs de tinent del governador Pedrarias, governador de Cartagena d'Índies i alcaid de la fortalesa de Santo Domingo entre altres càrrecs.

## Obra
- Claribalte (València, 1519)
- La Historia de las cosas sucedidas en mi tiempo en America (Toledo, 1526)
- La historia general de las Indias (Sevilla, 1535)
  - En aquesta obra Oviedo escriu sempre Colom: “... almirante don Chripstóbal Colom...”.[1][2]
- Tratado del palo Guayacan y del palo Santo como antidoto contra la sifilis
- Navegacion del Rio Marañón.[3]
- Las Quinquagenas de la nobleza de España.[4]